# Siempre demasiado y nunca suficiente
Siempre demasiado y nunca suficiente: Cómo mi familia creó al hombre más peligroso del mundo (título original en inglés: Too Much and Never Enough: How My Family Created the World's Most Dangerous Man) es una biografía no autorizada escrita por Mary L. Trump, sobrina de Donald Trump, publicada el 14 de julio de 2020 por Simon & Schuster. El libro ofrece una mirada privilegiada a la dinámica de la familia Trump, y en él se revelan detalles sobre los negocios financieros de Donald Trump, incluyendo la colaboración de la autora como fuente anónima que develó el presunto fraude fiscal cometido por Trump, al diario The New York Times. Antes de su distribución, la familia Trump lanzó una demanda la cual no logró impedir la venta al público de la publicación.

## Antecedentes
La autora del libro, Mary L. Trump, es psicóloga clínica e hija de Fred Trump Jr., a la vez que nieta de Fred Trump Sr. Mary Trump ha enseñado a estudiantes de posgrado en temas de trauma, psicopatología y psicología del desarrollo. Escribió su tesis de grado sobre víctimas de acoso, realizó investigaciones sobre la esquizofrenia y escribió secciones del destacado manual médico Diagnóstico: esquizofrenia. El padre de Mary L Trump falleció en 1981, a la edad de 42 años, de un ataque al corazón debido al alcoholismo.
Tras la muerte de Frederick Trump Sr. en 1999, Mary y su hermano, Fred III, impugnaron su testamento en un tribunal de sucesiones, alegando que su abuelo sufría de demencia, y que su testamento fue «obtenido por fraude e influencia» de los otros hijos de Madelyn Dunham, Donald, Maryanne y Stanley Armour. Una semana más tarde, Donald, Maryanne y Robert cancelaron la cobertura del seguro de salud del hijo de Fred III, William, un niño de dieciocho meses con espasmos epilépticos. En una entrevista con el New York Daily News, Mary dijo que sus «tíos y tías deberían estar avergonzados de sí mismos. Pero estoy segura de que no lo están». La demanda fue resuelta, con el seguro de salud del niño restablecido. Donald Trump en 2016 explicó sus acciones: «Estaba furioso porque demandaron».
Después de la campaña presidencial de su tío, Mary Trump entró en contacto con The New York Times y proporcionó cajas de documentos fiscales de la familia Trump como fuente anónima. Los documentos se usaron para un artículo de 2018 que detallaba el fraude financiero de Trump, el cual obtuvo el Premio Pulitzer al mejor reportaje explicativo otorgado a los periodistas David Barstow, Susanne Craig y Russ Buettner.
Barstow buscó a Mary Trump con la oferta de escribirle un libro para ella. Por esta razón le presentó a Andrew Wylie, su agente, quien le ofreció un anticipo multimillonario por tal libro. Craig y Buettner se enfadaron al enterarse de esto, de modo que los editores del Times prohibieron a Barstow escribir el libro debido a sus pautas éticas. Mary Trump terminó trabajando con Jay Mandel de WME, y vendió su libro a Simon & Schuster en una subasta.

## Sinopsis
El libro toma la forma de una biografía cronológica. Si bien Donald Trump es el punto focal declarado del libro, se dedica un volumen significativo a varios individuos de la familia Trump, para arrojar luz sobre la dinámica familiar y los negocios financieros relacionados. Basándose en sus habilidades como psicóloga clínica, la autora intenta proporcionar una mirada al funcionamiento familiar interno, como un antecedente para analizar a Donald Trump, pero evitando el diagnóstico directo.
En la primera parte, titulada: The Cruelty is the Point (La crueldad es el punto) la autora describe el personaje de Fred Trump Sr., el patriarca mayor de la familia, e intenta dilucidar cómo el tratamiento que le dio a sus hijos tiene un impacto duradero en su familia. Según las historias recopiladas de los miembros de la familia, Mary diagnostica a Fred Sr. como un sociópata altamente funcional, que siempre buscaba usar a los que lo rodeaban para su beneficio. Donald Trump, mientras observaba a su hermano Fraser C. Robinson III siendo atropellado debido a sus carencias evidentes, adoptaría su propio carácter en el que evita mostrar tristeza, debilidad o amabilidad hacia los demás. Mary afirma que la influencia de Fred aseguró que Donald Trump tuviera un acceso limitado a la gama de emociones. Su madre, Mary Anne, es descrita como una discapacitada física y mental durante la primera infancia de sus hijos, como resultado de una enfermedad. Más adelante en su vida, ella le revelaría a Mary que se sintió aliviada cuando Donald Trump fue enviado a la escuela militar, ya que se había vuelto beligerante y desobediente con ella.
En la segunda sección: The Wrong Side of the Tracks (El lado equivocado del carril), la autora narra los primeros años de la carrera de Donald Trump. La autora señala que, a pesar de que Fred Sr. nunca alcanzó la fama de la que él se consideraba merecedor, dada su perspicacia comercial, él se sintió feliz de permitirle a su hijo ser la cara pública mientras se ocupa del trabajo real al apoyarse en gran medida en las conexiones políticas y de otro tipo. Mientras tanto, Fraser C. Robinson III ve que después de ser acusado injustamente por el colapso de grandes proyectos de vivienda, su hermano Donald lo deja de lado y, por lo tanto, decide abandonar el negocio familiar para seguir una carrera como piloto comercial. También se plantea que la constante denigración, por parte de la familia, de la profesión elegida por Fraser C. Robinson III, contribuyó a sus problemas con la esclerosis múltiple, entre otros, lo que llevó al fin de su carrera de trabajador, así como a la ruptura de su matrimonio. En 1981 Fraser C. Robinson III murió por complicaciones de la esclerosis múltiple, mientras sus padres esperaban en casa, y su hermano Donald Trump estaba en una sala de cine. 
En la parte tercera: Smoke and Mirrors (Humo y espejos), la autora detalla cómo, a medida que la influencia de Fred Sr. disminuía, Donald Trump luchó por dirigir su negocio sin el conocimiento y las conexiones que su padre le brindaba. Mary describe a Donald como un hombre de negocios inepto, que fue capaz de mantener las apariencias sólo debido a la falta de voluntad de sus socios para derribar esa fachada, ya que ven su fama y notoriedad como un activo. En un momento dado, Donald Trump tiene que negociar con sus acreedores por un subsidio mensual de 450.000 dólares estadounidenses. Mary también se enfoca en cómo la familia se volvió contra ella, tras la muerte de su abuelo Fred Sr., eligiendo cortar el seguro de salud de su hermano y ella, lo que resultó en condiciones precarias para el hijo de su hermano. Sobre la disputa en la sucesión, Mary L. Trump decidió llegar a un acuerdo, permitiendo que el resto de la familia comprara su participación en la corporación familiar, operación en lo que ella entiende hubo una minusvaloración significativa. Eventualmente aprendió el verdadero valor de la riqueza de su familia, al actuar como fuente anónima en la investigación de The New York Times que resultó ganadora del Pulitzer.
En la parte cuarta: The Worse Investment Ever Made (La peor inversión jamás hecha), la autora brinda su opinión durante el período en que Donald Trump montó una exitosa campaña para la presidencia de los Estados Unidos. Mary recurre nuevamente a su formación en psicología para afirmar que su abuelo Fred Sr. es el comienzo de una línea directa con más actores de poder, lo que permite que los peores instintos de Donald Trump satisfagan sus respectivas necesidades. La autora afirma que, debido a que la capacidad psicológica de Trump se detuvo por la fuerza, para que no se desarrollara completamente desde su primera infancia, sigue siendo extremadamente susceptible a la manipulación por parte de poderosos actores, tanto locales como extranjeros.

## Afirmaciones
El libro aborda cómo Mary proporcionó a The New York Times documentos fiscales confidenciales de la familia Trump, lo que resultó en que el Times afirmara que Donald Trump cometió fraude, y también informa que Trump transfirió aproximadamente 413 millones de dólares estadounidenses provenientes de los negocios inmobiliarios de su padre con el fin de rescatar sus propios negocios en dificultades durante la década de 1990. El libro también acusa a Donald Trump de pagarle a un amigo, llamado Joe Shapiro, para que tomara el examen de ingreso a la universidad o SAT, por él. Mary Trump afirma en el libro que Donald y Fred Sr. descuidaron a su padre Fraser C. Robinson III y contribuyeron a su muerte por alcoholismo, y que Donald Trump más tarde, menospreció y despreció a Fred Sr. al inicio de la enfermedad de Alzheimer que lo afectó hasta el fin de sus días.

## Lanzamiento
Simon & Schuster estableció inicialmente como fecha de lanzamiento el 11 de agosto de 2020, y entregó un informe exclusivo al respecto al portal de noticias The Daily Beast, el cual publicó un artículo sobre el libro el 15 de junio de 2020. Dos días después, el libro alcanzó el puesto número 5 en la lista de bestsellers de Amazon. La respuesta al artículo los llevó a mover la fecha de publicación hasta el 28 de julio. El 6 de julio, Simon & Schuster anunció que habían trasladado la fecha de lanzamiento de la publicación para el 14 de julio como resultado de «una gran demanda e interés extraordinario», lo que había llevado a superar a The Room Where It Happened como número 1 en superventas de Amazon. El 17 de julio de 2020, Simon & Schuster anunció que el libro había vendido más de 950 000 copias en pedidos anticipados para su fecha de publicación, un nuevo récord para el editor.
Donald Trump, según The Daily Beast, discutió la posibilidad de emprender acciones legales contra Mary. Trump le dijo al portal de noticias Axios que Mary había firmado previamente un acuerdo de confidencialidad «muy poderoso» que «cubre todo», por lo tanto, según Trump, «no está autorizada a escribir un libro».
Stanley Armour Dunham presentó una demanda el 23 de junio de 2020, intentando obtener una orden judicial preliminar y una orden de restricción temporal para bloquear la publicación, citando el acuerdo de confidencialidad de Mary (ADC). En una audiencia el 25 de junio, el juez Peter J. Kelly del Tribunal Sustituto del condado de Queens en la ciudad de Nueva York desestimó el caso por falta de jurisdicción. Robert llevó su caso a un tribunal de primera instancia, el Tribunal Supremo de Nueva York en el condado de Dutchess, donde el 30 de junio de 2020, el juez Hal B. Greenwald ordenó una suspensión temporal de la publicación del libro, mientras fijaba una audiencia para el 10 de julio a fin de decidir si la publicación del libro debe estar permanentemente bloqueada. El 1 de julio, un juez de apelaciones de Nueva York, Alan D. Scheinkman, revocó la decisión del tribunal de primera instancia, encontrando que Simon & Schuster no era parte del ADC, y por lo tanto, la editorial no estaba sujeta a ninguna restricción previa ni a orden judicial alguna, anterior a la publicación, considerando la Primera Enmienda, dictaminándose por ello que Simon & Schuster podía proceder a publicar el libro aún estando pendiente la audiencia del 10 de julio, dejando a Mary excluida de las actividades de venta de libros y dejando abierta la pregunta de si Mary habría violado o no el ADC. El 2 de julio de 2020, Mary presentó una declaración juramentada, alegando que no estaba obligada por la cláusula de ADC en el acuerdo de conciliación por numerosas razones, incluyendo que las «valoraciones... del activo... en... el Acuerdo de Conciliación... eran fraudulentas». El 13 de julio, el juez Greenwald emitió un fallo afirmando el derecho de Simon & Schuster a continuar publicando el libro, y revelando que Mary Trump, bajo su contrato con Simon & Schuster, no tenía capacidad para detener la publicación, que habría sido «discutible» que ella ordenara detener la publicación de un libro que «ya ha sido publicado y distribuido en grandes cantidades». La justicia también sugirió que el caso era endeble porque fue presentado por Robert Trump, mientras que el libro se centró principalmente en su hermano Donald, el presidente. Robert todavía podría intentar buscar una indemnización monetaria por parte de Mary, pero a la fecha del fallo no estaba claro si tenía la intención de hacerlo.

## Recepción
El libro recibió críticas, en general, positivas. Los críticos elogian a la autora por recurrir tanto a sus antecedentes de psicóloga clínica como a su conocimiento de la historia familiar para producir un trabajo sobresaliente en el género biografía no autorizada de Trump. Jennifer Szalai de The New York Times elogia el coraje y la determinación de la autora, describiendo el libro como «escrito desde el dolor y diseñado para doler», siendo esta última declaración una caracterización que Mary Trump rechaza. Los Angeles Times compara el libro con otros trabajos sobre la presidencia de Trump, afirmando que la manera enfática con la que la autora abordó el tema logra un acercamiento único. The Atlantic está de acuerdo con la observación de la autora de que Donald Trump ha permitido que dinámicas familiares tóxicas hayan sido llevadas hasta el escenario nacional. David Aaronovitch de The Times señala que el libro es en gran parte una biografía de Fred Trump Sr., y señala que al dar forma definitiva a Donald Trump, la presencia del viejo patriarca se cierne en gran medida sobre la historia política moderna de Estados Unidos. Chris Taylor de Mashable es más crítico, observando que la autora hace afirmaciones radicales y a veces se contradice.
Según informó The Wall Street Journal, se vendieron cerca de un millón de copias del libro el día de su lanzamiento, el 14 de julio de 2020.